# Sant Vicenç de Clairà

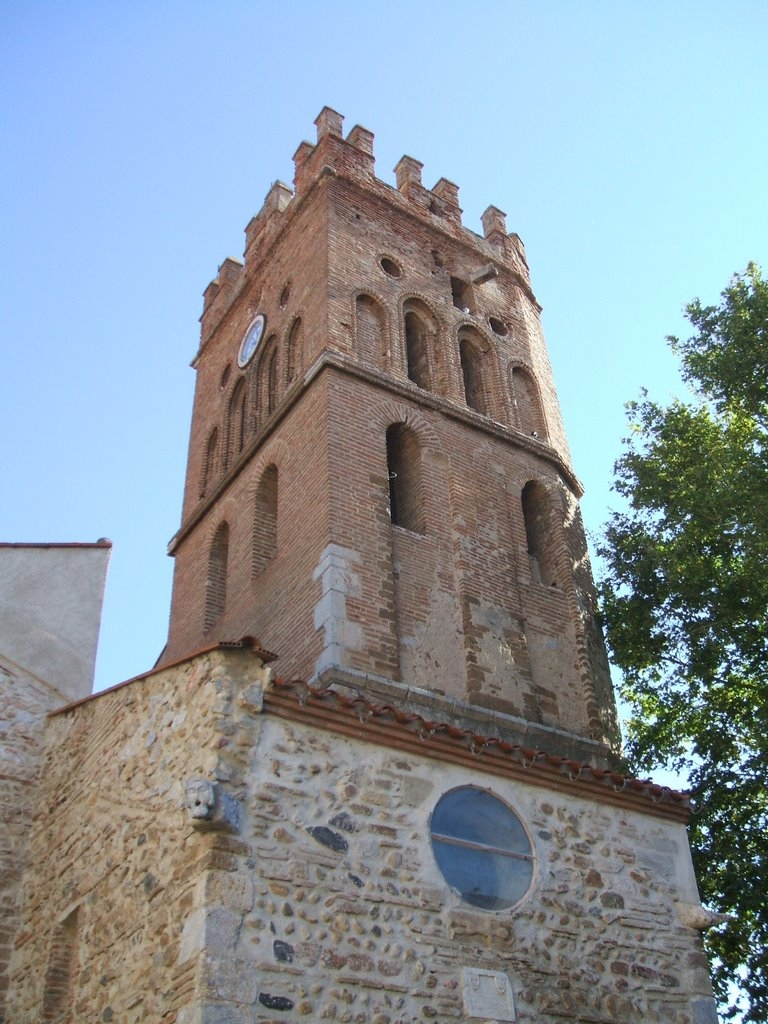
El campanar

Sant Vicenç de Clairà és l'església parroquial originalment romànica del poble de Clairà, a la comarca del Rosselló, a la Catalunya Nord. Està situada en el centre del nucli vell del poble.

## Història
Esmentada el 1091 (S. Vincentii de Clairano), fins al segle xv fou seu d'un priorat. En aquell moment va ser reconstruïda, i ho tornà a ser al segle xix. Conserva unes campanes del segle xiv que es tenen com a les més antigues de l'estat francès.
Al segle xix s'hi conservava encara al costat del portal una làpida funerària del 1279 d'Ermengarda, muller de Ramon Jausbert de Clairà.

## Descripció

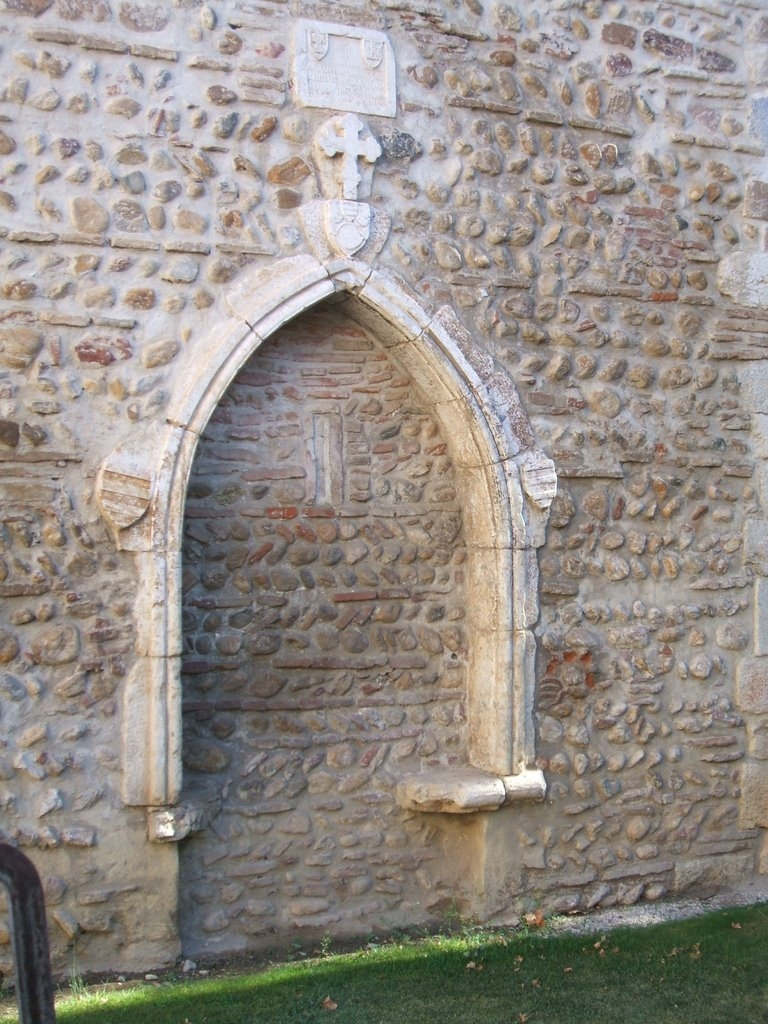
Orla sepulcral de finals de l'Edat Mitjana

L'edifici actual amb prou feines conserva res del seu origen romànic. Fou totalment refet en època moderna, i tan sols conserva el campanar d'èpoques anteriors.
En una de les parets exteriors laterals conserva un dels pocs elements medievals, pertanyent al gòtic tardà, conservats a l'església: una orla d'un sepulcre.